# Fußball-Club Gelsenkirchen-Schalke 04 1968-1969
Questa voce raccoglie le informazioni riguardanti il Fußball-Club Gelsenkirchen-Schalke 04 nelle competizioni ufficiali della stagione 1968-1969.

## Stagione
Nella stagione 1968-1969 lo Schalke, allenato da Günter Brocker e Rudi Gutendorf, concluse il campionato di Bundesliga al 7º posto. In Coppa di Germania lo Schalke perse la finale con il Bayern Monaco.

## Rosa
| N. |                     | Ruolo | Calciatore              |
| -- | ------------------- | ----- | ----------------------- |
|    | Germania (bandiera) | P     | Josef Elting            |
|    | Germania (bandiera) | P     | Norbert Nigbur          |
|    | Germania (bandiera) | D     | Hans-Jürgen Becher      |
|    | Germania (bandiera) | D     | Klaus Fichtel           |
|    | Germania (bandiera) | D     | Jürgen-Michael Galbierz |
|    | Germania (bandiera) | D     | Friedel Rausch          |
|    | Germania (bandiera) | D     | Klaus Senger            |
|    | Polonia (bandiera)  | D     | Waldemar Słomiany       |
|    | Germania (bandiera) | C     | Hermann Erlhoff         |
|    | Austria (bandiera)  | C     | Franz Hasil             |
|    | Germania (bandiera) | C     | Herbert Höbusch         |
|    | Germania (bandiera) | C     | Gerd Kasperski          |

| N. |                        | Ruolo | Calciatore           |
| -- | ---------------------- | ----- | -------------------- |
|    | Germania (bandiera)    | C     | Gerhard Neuser       |
|    | Germania (bandiera)    | C     | Heinz Pliska         |
|    | Paesi Bassi (bandiera) | C     | Heinz van Haaren     |
|    | Germania (bandiera)    | C     | Hans-Jürgen Wittkamp |
|    | Germania (bandiera)    | A     | Heribert Dittrich    |
|    | Germania (bandiera)    | A     | Harald Kaminski      |
|    | Germania (bandiera)    | A     | Stan Libuda          |
|    | Germania (bandiera)    | A     | Herbert Lütkebohmert |
|    | Germania (bandiera)    | A     | Bernd Michel         |
|    | Germania (bandiera)    | A     | Manfred Pohlschmidt  |
|    | Germania (bandiera)    | A     | Rudi Trumpfheller    |

## Organigramma societario
Area tecnica
- Allenatore: Rudi Gutendorf
- Allenatore in seconda: Slobodan Čendić, Hans-Günter Diegel
- Preparatore dei portieri:
- Preparatori atletici:

## Calciomercato

### Sessione estiva
| Acquisti | Acquisti             | Acquisti          | Acquisti |
| R.       | Nome                 | da                | Modalità |
| -------- | -------------------- | ----------------- | -------- |
| C        | Franz Hasil          | Rapid Vienna      |          |
| A        | Stan Libuda          | Borussia Dortmund |          |
| A        | Herbert Lütkebohmert | VfB Marl Hüls     |          |
| A        | Bernd Michel         | Hessen Kassel     |          |
| C        | Heinz van Haaren     | Duisburg          |          |

| Cessioni | Cessioni         | Cessioni                | Cessioni |
| R.       | Nome             | a                       | Modalità |
| -------- | ---------------- | ----------------------- | -------- |
| A        | Horst Blechinger | Karlsruhe               |          |
| A        | Harald Klose     | Bayer Leverkusen        |          |
| A        | Willi Kraus      | Eintracht Gelsenkirchen |          |
| D        | Zarko Nikolić    | Vojvodina               |          |

## Risultati

### Bundesliga

#### Girone di andata
| Arbitro: | Heumann |

|           |           |  |
| Budde 26’ | Marcatori |  |

| Arbitro: | Deuschel |

|  |           |                      |
|  | Marcatori | 57’ Weiß 72’ Polywka |

| Arbitro: | Schulenburg |

|             |           |            |
| Weidmann 4’ | Marcatori | 68’ Libuda |

| Arbitro: | Basedow |

|            |           |                          |
| Senger 29’ | Marcatori | 35’ Müller 52’ Ohlhauser |

| Arbitro: | Kreitlein |

|                    |           |                                             |
| Höttges 30’ (rig.) | Marcatori | 21’ Lütkebohmert 50’ Kasperski 73’ Słomiany |

| Arbitro: | Ohmsen |

|                                           |           |               |
| Libuda 30’ Kasperski 31’, 48’ Erlhoff 34’ | Marcatori | 13’ Neuberger |

| Arbitro: | Redelfs |

|                     |           |  |
| Rühl 40’ Biskup 65’ | Marcatori |  |

| Arbitro: | Schulz |

|                                     |           |             |
| Hasil 44’, 69’, 82’ Pohlschmidt 54’ | Marcatori | 48’ Volkert |

| Arbitro: | Linn |

|           |           |  |
| Siber 42’ | Marcatori |  |

| Arbitro: | Siebert |

|           |           |            |
| Hasil 78’ | Marcatori | 24’ Wimmer |

| Arbitro: | Betz |

|             |           |  |
| Skoblar 26’ | Marcatori |  |

| Arbitro: | Seiler |

|            |           |  |
| Rausch 61’ | Marcatori |  |

| Arbitro: | Fritz |

|                                          |           |                  |
| Rebele 10’ Fischer 42’ Patzke 82’ (rig.) | Marcatori | 58’ Lütkebohmert |

| Arbitro: | Riegg |

|                         |           |                                  |
| Wittkamp 45’ Senger 56’ | Marcatori | 19’ Seeler 30’ Kurbjuhn 82’ Fock |

| Arbitro: | Heumann |

|                                          |           |            |
| Hermandung 30’, 57’, 61’ Klostermann 36’ | Marcatori | 87’ Becher |

| Arbitro: | Spinnler |

|          |           |  |
| Ipta 12’ | Marcatori |  |

| Arbitro: | Redelfs |

|                             |           |  |
| Wittkamp 3’ Pohlschmidt 54’ | Marcatori |  |

#### Girone di ritorno
| Arbitro: | Tschenscher |

|             |           |  |
| Erlhoff 15’ | Marcatori |  |

| Arbitro: | Handwerker |

|                        |           |  |
| Weiß 20’, 33’ Bäse 68’ | Marcatori |  |

| Arbitro: | Basedow |

|            |           |             |
| Rausch 87’ | Marcatori | 76’ Larsson |

| Monaco di Baviera 1º febbraio 1969, ore 15:30 CET 21ª giornata | Bayern Monaco | 0 – 0 referto | Schalke 04 | Stadion an der Grünwalder Straße (17 000 spett.)\| Arbitro: \| Schröck \| |
| Arbitro:                                                       | Schröck       |               |            |                                                                           |

| Arbitro: | Deuschel |

|                         |           |                    |
| Wittkamp 48’ Libuda 76’ | Marcatori | 73’ (rig.) Höttges |

| Arbitro: | Ott |

|  |           |                |
|  | Marcatori | 29’ van Haaren |

| Arbitro: | Kreitlein |

|                             |           |          |
| Libuda 9’, 73’ Wittkamp 25’ | Marcatori | 14’ Rühl |

| Arbitro: | Horstmann |

|            |           |            |
| Müller 26’ | Marcatori | 31’ Becher |

| Arbitro: | Redelfs |

|                                |           |  |
| van Haaren 52’ Neuser 57’, 61’ | Marcatori |  |

| Arbitro: | Herden |

|                                   |           |  |
| Kremers 33’ Milder 58’ Laumen 70’ | Marcatori |  |

| Arbitro: | Heumann |

|                  |           |              |
| Lütkebohmert 42’ | Marcatori | 36’ Heynckes |

| Arbitro: | Kreitlein |

|           |           |              |
| Rumor 11’ | Marcatori | 52’ Wittkamp |

| Arbitro: | Picker |

|                  |           |  |
| Wittkamp 3’, 88’ | Marcatori |  |

| Arbitro: | Heumann |

|            |           |                            |
| Dörfel 37’ | Marcatori | 17’ Hasil 52’, 70’ Erlhoff |

| Arbitro: | Schäfer |

|                                          |           |                |
| Pohlschmidt 43’, 68’ Słomiany 80’ (rig.) | Marcatori | 4’ Klostermann |

| Arbitro: | Frickel |

|                             |           |  |
| Pohlschmidt 28’ Erlhoff 32’ | Marcatori |  |

| Arbitro: | Linn |

|            |           |  |
| Nickel 74’ | Marcatori |  |

### Coppa di Germania
| Arbitro: | Riegg |

|                                  |           |                                           |
| Brozulat 57’ Dausmann 60’ (rig.) | Marcatori | 24’ (rig.) Pohlschmidt 55’, 102’ Wittkamp |

| Arbitro: | Seiler |

|                                          |           |           |
| Wittkamp 18’, 60’ Pohlschmidt 73’ (rig.) | Marcatori | 87’ Fuchs |

| Arbitro: | Siebert |

|                            |           |  |
| van Haaren 3’ Wittkamp 68’ | Marcatori |  |

| Arbitro: | Wengenmayer |

|               |           |            |
| Kentschke 46’ | Marcatori | 65’ Neuser |

| Arbitro: | Tschenscher |

|                                    |           |                |
| van Haaren 2’, 68’ Pohlschmidt 82’ | Marcatori | 16’ Windhausen |

| Arbitro: | Fritz |

|                 |           |                 |
| Müller 12’, 35’ | Marcatori | 20’ Pohlschmidt |

## Statistiche

### Statistiche di squadra
| Competizione      | Punti | In casa | In casa | In casa | In casa | In casa | In casa | In trasferta | In trasferta | In trasferta | In trasferta | In trasferta | In trasferta | Totale | Totale | Totale | Totale | Totale | Totale | DR  |
| Competizione      | Punti | G       | V       | N       | P       | Gf      | Gs      | G            | V            | N            | P            | Gf           | Gs           | G      | V      | N      | P      | Gf     | Gs     | DR  |
| ----------------- | ----- | ------- | ------- | ------- | ------- | ------- | ------- | ------------ | ------------ | ------------ | ------------ | ------------ | ------------ | ------ | ------ | ------ | ------ | ------ | ------ | --- |
| Bundesliga        | 35    | 17      | 11      | 3       | 3       | 33      | 15      | 17           | 3            | 4            | 10           | 12           | 25           | 34     | 14     | 7      | 13     | 45     | 40     | +5  |
| Coppa di Germania | -     | 3       | 3       | 0       | 0       | 8       | 2       | 3            | 1            | 1            | 1            | 5            | 5            | 6      | 4      | 1      | 1      | 13     | 7      | +6  |
| Totale            | 35    | 20      | 14      | 3       | 3       | 41      | 17      | 20           | 4            | 5            | 11           | 17           | 30           | 40     | 18     | 8      | 14     | 58     | 47     | +11 |

### Andamento in campionato
| Giornata  | 1  | 2  | 3  | 4  | 5  | 6  | 7  | 8  | 9  | 10 | 11 | 12 | 13 | 14 | 15 | 16 | 17 | 18 | 19 | 20 | 21 | 22 | 23 | 24 | 25 | 26 | 27 | 28 | 29 | 30 | 31 | 32 | 33 | 34 |
| --------- | -- | -- | -- | -- | -- | -- | -- | -- | -- | -- | -- | -- | -- | -- | -- | -- | -- | -- | -- | -- | -- | -- | -- | -- | -- | -- | -- | -- | -- | -- | -- | -- | -- | -- |
| Luogo     | T  | C  | T  | C  | T  | C  | T  | C  | T  | C  | T  | C  | T  | C  | T  | T  | C  | C  | T  | C  | T  | C  | T  | C  | T  | C  | T  | C  | T  | C  | T  | C  | C  | T  |
| Risultato | P  | P  | N  | P  | V  | V  | P  | V  | P  | N  | P  | V  | P  | P  | P  | P  | V  | V  | P  | N  | N  | V  | V  | V  | N  | V  | P  | N  | N  | V  | V  | V  | V  | P  |
| Posizione | 13 | 17 | 17 | 18 | 16 | 10 | 14 | 10 | 13 | 13 | 17 | 14 | 16 | 17 | 17 | 17 | 17 | 15 | 15 | 17 | 16 | 16 | 13 | 9  | 9  | 8  | 11 | 10 | 10 | 8  | 8  | 7  | 4  | 7  |

Legenda:

Luogo: C = Casa; T = Trasferta. Risultato: V = Vittoria; N = Pareggio; P = Sconfitta.

### Statistiche dei giocatori
| Giocatore       | Bundesliga | Bundesliga | Bundesliga  | Bundesliga | Coppa di Germania | Coppa di Germania | Coppa di Germania | Coppa di Germania | Totale   | Totale | Totale      | Totale     |
| Giocatore       | Presenze   | Reti       | Ammonizioni | Espulsioni | Presenze          | Reti              | Ammonizioni       | Espulsioni        | Presenze | Reti   | Ammonizioni | Espulsioni |
| --------------- | ---------- | ---------- | ----------- | ---------- | ----------------- | ----------------- | ----------------- | ----------------- | -------- | ------ | ----------- | ---------- |
| H. Becher       | 25         | 2          | 0           | 0          | 6                 | 0                 | 0                 | 0                 | 31       | 2      | 0           | 0          |
| H. Dittrich     | 0          | 0          | 0           | 0          | 0                 | 0                 | 0                 | 0                 | 0        | 0      | 0           | 0          |
| J. Elting       | 4          | 0          | 0           | 0          | 1                 | 0                 | 0                 | 0                 | 5        | 0      | 0           | 0          |
| H. Erlhoff      | 30         | 5          | 0           | 0          | 5                 | 0                 | 0                 | 0                 | 35       | 5      | 0           | 0          |
| K. Fichtel      | 29         | 0          | 0           | 0          | 5                 | 0                 | 0                 | 0                 | 34       | 0      | 0           | 0          |
| J. Galbierz     | 5          | 0          | 0           | 0          | 1                 | 0                 | 0                 | 0                 | 6        | 0      | 0           | 0          |
| F. Hasil        | 23         | 5          | 0           | 0          | 2                 | 0                 | 0                 | 0                 | 25       | 5      | 0           | 0          |
| H. Höbusch      | 22         | 0          | 0           | 1          | 3                 | 0                 | 0                 | 0                 | 25       | 0      | 0           | 1          |
| H. Kaminski     | 0          | 0          | 0           | 0          | 0                 | 0                 | 0                 | 0                 | 0        | 0      | 0           | 0          |
| G. Kasperski    | 7          | 3          | 0           | 0          | 0                 | 0                 | 0                 | 0                 | 7        | 3      | 0           | 0          |
| S. Libuda       | 32         | 5          | 0           | 0          | 5                 | 0                 | 0                 | 0                 | 37       | 5      | 0           | 0          |
| H. Lütkebohmert | 26         | 3          | 0           | 0          | 5                 | 0                 | 0                 | 0                 | 31       | 3      | 0           | 0          |
| B. Michel       | 4          | 0          | 0           | 0          | 1                 | 0                 | 0                 | 0                 | 5        | 0      | 0           | 0          |
| G. Neuser       | 27         | 2          | 0           | 0          | 5                 | 1                 | 0                 | 0                 | 32       | 3      | 0           | 0          |
| N. Nigbur       | 31         | 0          | 0           | 0          | 5                 | 0                 | 0                 | 0                 | 36       | 0      | 0           | 0          |
| H. Pliska       | 0          | 0          | 0           | 0          | 0                 | 0                 | 0                 | 0                 | 0        | 0      | 0           | 0          |
| M. Pohlschmidt  | 28         | 5          | 0           | 0          | 5                 | 4                 | 0                 | 0                 | 33       | 9      | 0           | 0          |
| F. Rausch       | 24         | 2          | 0           | 0          | 6                 | 0                 | 0                 | 0                 | 30       | 2      | 0           | 0          |
| K. Senger       | 31         | 2          | 0           | 0          | 5                 | 0                 | 0                 | 0                 | 36       | 2      | 0           | 0          |
| W. Słomiany     | 14         | 2          | 0           | 0          | 4                 | 0                 | 0                 | 0                 | 18       | 2      | 0           | 0          |
| R. Trumpfheller | 0          | 0          | 0           | 0          | 0                 | 0                 | 0                 | 0                 | 0        | 0      | 0           | 0          |
| H. Wittkamp     | 29         | 7          | 0           | 0          | 6                 | 5                 | 0                 | 0                 | 35       | 12     | 0           | 0          |
| H. van Haaren   | 30         | 2          | 0           | 0          | 6                 | 3                 | 0                 | 0                 | 36       | 5      | 0           | 0          |